# Pachycereus lepidanthus
Pachycereus lepidanthus är en kaktusväxtart som först beskrevs av Eichlam, och fick sitt nu gällande namn av Nathaniel Lord Britton och Joseph Nelson Rose. Pachycereus lepidanthus ingår i släktet Pachycereus och familjen kaktusväxter. Inga underarter finns listade i Catalogue of Life.